# Nissan Serena
O  Serena  é um modelo da Nissan.
Esse modelo de veículo possui versões equipadas com transmissão continuamente variável (Câmbio CVT).